# Sanlúcar de Barrameda
Sanlúcar de Barrameda is een gemeente in de Spaanse provincie Cádiz in de regio Andalusië met een oppervlakte van 171 km². In 2013 telde Sanlúcar de Barrameda 67.301 inwoners.

## Haven van conquistadores
Na de ontdekking van de Nieuwe Wereld ontwikkelde Sanlúcar, gelegen in het estuarium van de Guadalquivir, zich tot een haven voor de uitrusting en reparatie van schepen. Verschillende expedities van conquistadores vertrokken of eindigden hier. Op 30 mei 1498 lichtte de derde vloot van Christoffel Colombus er het anker. Op 8 oktober 1515 vertrokken drie karvelen onder leiding van Juan Díaz de Solís uit deze stad op een expeditie langs de kust van Brazilië en Uruguay. De Portugezen probeerden de vloot in de haven te saboteren om hun monopoliepositie te beschermen, maar slaagden hier niet in. Ferdinand Magellaan vertrok op 10 augustus 1519 voor wat de eerste reis om de wereld zou worden: de Victoria liep weer binnen in 1522. Ook de expeditie naar Florida onder Pánfilo de Narváez scheepte hier in op 17 juni 1527. 

## Demografische ontwikkeling
Bron: INE; 1857-2011: volkstellingen

## Geboren in Sanlúcar de Barrameda
- Alonso Fernández de Lugo, veroveraar van Canarische eilanden
- Francisco Pacheco (1564-1644), schilder
- Encarnación Marín Sallago (La Sallago) (1919-2015)), flamencozangeres